# Загоровські

Корчак - родовий герб Загоровських

Загоровські гербу Корчак — шляхетський рід. Каспер Несецький стверджував про їхню спорідненість із Горайськими. Родове «гніздо» — Старий Загорів.
Шляхетський рід Загоровських герба Корчак (Korczak) відомий на Волині ще за часів князя Швидригайла. О.Фотинський називав їх типовими представниками старого руського шляхетства. Прізвище роду походить від назви маєтку Загорів, який знаходився у Володимирському повіті. Одним із перших у документах Литовської метрики за 1488 р. згадано Михайла Загоровського. Імовірно, він мав якийсь стосунок до збирання «воловщизни», бо волинянам Івашку Калениковичу і Кмиті Олександровичу надавалося «по 16 копъ грошей воловъщизныхъ в пана Михаила Загоровского».
мали спільне походження з солтанами та богушевичами, відомо лише про раннє гілля загоровських що існували за часів речі посполитої.
в VI частину родовідної книги Мінської губернії було записано потомство Василь Ферапонтовича Загоровського, він був козацьким старшиною в отряді
радзивіла 1585 року. інше невідоме гілля записане в ІІ частина родовідної книги Смоленської губернії.

## Представникі роду
- Олександр Юрійович Солтан - господарський маршалок

Михайло Олександрович - засновник роду
Богдан Михайлович
Олександр (Олехно) Богданович
Петро Богданович (?-1556) - луцький повітовий та королівський маршалок
Василь Петрович (?-1577) - господарський маршалок, володимирський городничий, та сенатор брацлавського воєводства
Василь Васильович - дружина маруша колпитовська
Максим Васильович (?-1583)  - помер рано
Ганна Василівна (?-1602) - дружина Костянтина Костянтиновича Вишневецького
Іван Петрович -  батько заповів івану маєтки- охматків, малин, луківа, яківа, та старий загорів.  дружина Олександра — дочка київського воєводи Немирича
Федір Петрович - луцький староста та ключник. посол сейму (1589), дружина — Анна Семашко, крем'янецька старостянка
Андрій Петрович (?-1616) дружина - Галкша Олександрівна Порицька, луцький городовий суд'я
Микола Андрійович (?-1669) - луцький городовий ключник
Роман Андрійович  - ротмістр Й. К. М. чернігівський стольник
Іван Романович - вололимирський земський суд'я
Михайло Петрович
Варвара Михайлівна - жінка івана курцевич булигі
Олександр Петрович - успадкував володіння брата Івана
Петро Олександрович
Андрій Олександрович (?-1652) - луцький війта та земський підсудок волинський
1 син та 3 доньки - Олександр, Катерина, Регіна, та Ганна    
Іван (Ян) Богданович (?-1569) - володимирський повітовий
4 доньок та 2 сина - Стеця, Ганна, Руїна, Настася, Гаврила, та Михайло
- NN, дружина — княжна Олена Порицька, остання з роду, успадкувала від предків значні маєтності
  - Стефан — волинський каштелян, володимирський староста, комісар; дружина — Лушковська
    - Катерина — дружина Войцеха Чацького (володимирський староста, полковник ЙКМ), Адама Олізара
    - Мартин — володимирський староста, волинський хорунжий
      -         - NN — дружина белзького хорунжого Скочка Радецького

- Єронім (Геронім) — ксьондз, плебан Кам'янки (Люблінщина), хотів прилучити костел у Рудні до цієї парафії, через це мав конфлікт з Авраамом Сенютою[3]
- Олександр — луцький війт, дружина — Олександра Журавницька[4]
- Богдан
  - Петро — господарський маршалок
    - Василь — брацлавський каштелян (1580), дружини — княжни Катерина Іванівна Чорторийська, Маруся (Маруша) Збаразька

  - Іван
  - Олехно

- NN — інфляндський каштелян у 1650 році
  - NN — дружина серадзького воєводи NN, потім — друга дружина чернігівського воєводи Станіслава Казімежа Беневського

- Анна — дружина князя Костянтина Вишневецького
- Розалія (†після 1755) — дружина великого литовського стражника Антонія Потія (†1749)[5]